# Oh! Production
Oh! Production (OH!プロダクション o オープロダクション Ō Purodakushon?) a veces acreditado como Oh! Pro o Oh Pro, es un estudio de producción de anime en Amanuma, Suginami, Tokio, Japón. Fue fundada en mayo de 1970 por los animadores Norio Shioyama, Koichi Murata, Kazuo Komatsubara y Koshin Yonekawa.

## Miembros actuales
El siguiente listado está ordenado alfabéticamente:
- Yoshie Fujihara (藤原よしえ?)
- Noboru Horimoto (堀元宣?)
- Misato Ichinose (之瀬美鈴?)
- Miho Kanō (狩野真穂?)
- Hiroki Kazazoe (川添博基?)
- Yō Konno (今野葉?)
- Shin'ichi Kuniyasu (國安真?)
- Toshimitsu Kuroyanagi (黒柳利允?)
- Masao Ōhashi (大橋雅央?)
- Hiromi Osuda (小須田ひろみ?)
- Shunji Saida (才田俊次?)
- Asami Takano (高野麻美?)
- Jinko Tsuji (辻仁子?)
- Shigehito Tsuji (辻繁人?)
- Mihoko Uda (宇多美保子?)

## Exmiembros de la compañía
El siguiente listado está ordenado alfabéticamente:
- Nobuhiro Aihara (相原信洋?)
- Masahiro Andō (安藤正浩?)
- Yōko Gomi (五味洋子?)
- Imanosuke Iida (飯田馬之介?)
- Masashi Ishihama (石浜真史?)
- Kazuo Komatsubara (?) (difunto, miembro fundador de Oh! Pro, director de animación)
- Kitarō Kōsaka (高坂希太郎?)
- Daisuke Kusakari (草刈大介?)
- Hiroshi Kuzuoka (くずおかひろし?)
- Kōichi Murata (村田耕?) (difunto, miembro fundador de Oh! Pro, director de animación)
- Kazuki Nakamoto (中本和樹?) (actualmente trabaja para Shaft)
- Daisuke Nakayama (中山大輔?)
- Yūichirō Sueyoshi (末吉裕一郎?) (actualmente es un freelancer)
- Noboru Takano (高野登?)
- Tsukasa Tanai (丹内司?)
- Kazuhide Tomonaga (友永和秀?) (trabajo para la compañía hasta 1978, y en la actualidad es uno de los directores de animación en jefe de Telecom Animation Film)

## Obras
El siguiente listado está ordenado por año de manera descendente, con la obra más reciente en la parte inferior.

### Creadas por Oh! Pro
Se trata de obras en las que Oh! Pro lideró el esfuerzo de producción:
- Gauche the Cellist (1982, película)
- Devilman: Tanjō-hen (1 de noviembre de 1987, OVA)
- Devilman: Kaichō Shireinu-hen (25 de febrero de 1995, OVA)

### Animación principal
Se trata de obras en las que Oh! Pro realizó la producción de la animación principal o asistido en la animación por otras empresas.

#### Series anime de TV
- Attack No. 1 (Tokyo Movie Shinsha, 1969–1971)
- Lupin III (Tokyo Movie Shinsha, 1971–1972)
- Dog of Flanders (Nippon Animation, 1975)
- Mirai Shōnen Konan (Nippon Animation, 1978)
- Doraemon (Shin'ei Doga, 1979–2005)
- Makiba no Shōjo Katori (Nippon Animation, 1984)
- Idol Angel Yōkoso Yōko (1990–1991)
- Chibi Maruko-chan (Nippon Animation, 1990–1992, 1995–actualidad)
- Crayon Shin-chan (1992–actualidad)
- Tico of the Seven Seas (Nippon Animation, 1994)
- Fushigi Yūgi (1995–1996)
- Neon Genesis Evangelion (Gainax/Tatsunoko, 1995–1996)
- Chō Mashin Eiyūden Wataru (1997–1998)
- Chūka Ichiban (1997–1998)
- D4 Princess (1999)
- Shaman King (2001–2002)
- Atashi'n chi (2002–2009)
- Di Gi Charat Nyo! (2003–2004)
- Fullmetal Alchemist (2003–2004)
- Magical Canan (2005)
- Blood+ (2005–2006)
- Jigoku Shōjo (2005–2006)
- Kekkaishi (2006–2008)

#### OVAs
- CB Chara Nagai Go World (1991)

#### Animación de videojuegos
- Tales of Symphonia (2003)

#### Películas anime
- El castillo de Cagliostro (1979)
- Nausicaä del Valle del Viento (1984)
- El castillo en el cielo (1986)
- La tumba de las luciérnagas (1988)
- Majo no Takkyūbin (1989)
- Goldfish Warning! (1992)
- Hashire Merosu (1992)
- New Kimagure Orange Road: Summer's Beginning (1996)
- Crayon Shin-chan: Mission: 1000bolts!! Pig's Hoof's Secret Mission!! (1998)
- Detective Conan: The Fourteenth Target (1998)
- Digimon Adventure 02: Diablomon Strikes Back (2001)
- Metropolis (2001)
- El viaje de Chihiro (2001)
- Atashi'n chi (2003)
- Doraemon: Nobita and the Wind Wizard (2003)
- Crayon Shin-chan: Glorious Grilled Meat Road (2003)
- Doraemon: Nobita's Wannyan Space-Time Odyssey (2004)
- Crayon Shin-chan: The Kasukabe Boys of the Evening Sun (2004)
- Crayon Shin-chan: Buri Buri 3 Minutes Charge (2005)
- Doraemon y el pequeño dinosaurio (2006)
- Toki o Kakeru Shōjo (2006)